# Лебанон (Мен)
Лебанон (англ. Lebanon) — місто (англ. town) в США, в окрузі Йорк штату Мен. Населення — 6469 осіб (2020).

## Демографія
Згідно з переписом 2010 року, у місті мешкала 6031 особа в 2204 домогосподарствах у складі 1679 родин. Було 2540 помешкань
Расовий склад населення:
| - 97,1 % — білих - 0,8 % — азіатів - 0,4 % — чорних або афроамериканців - 0,3 % — корінних американців |

До двох чи більше рас належало 1,3 %. Частка іспаномовних становила 0,9 % від усіх жителів.
За віковим діапазоном населення розподілялося таким чином: 25,2 % — особи молодші 18 років, 64,4 % — особи у віці 18—64 років, 10,4 % — особи у віці 65 років та старші. Медіана віку мешканця становила 39,3 року. На 100 осіб жіночої статі у місті припадало 102,1 чоловіків;  на 100 жінок у віці від 18 років та старших — 100,8 чоловіків також старших 18 років.
Середній дохід на одне домашнє господарство  становив 69 353 долари США (медіана — 65 750), а середній дохід на одну сім'ю — 76 156 доларів (медіана — 70 149). Медіана доходів становила 47 228 доларів для чоловіків та 36 875 доларів для жінок. За межею бідності перебувало 6,0 % осіб, у тому числі 2,8 % дітей у віці до 18 років та 8,7 % осіб у віці 65 років та старших.
Цивільне працевлаштоване населення становило 3177 осіб. Основні галузі зайнятості: освіта, охорона здоров'я та соціальна допомога — 24,5 %, виробництво — 16,5 %, роздрібна торгівля — 11,8 %, будівництво — 10,5 %.